# Оме
Оме (јап. 青梅市) град је у Јапану у префектури Токио. Према попису становништва из 2005. у граду је живело 142.354 становника.

## Становништво
Према подацима са пописа, у граду је 2005. године живело 142.354 становника.
| 1995.   | 2000.   | 2005.   |
| ------- | ------- | ------- |
| 137.234 | 141.394 | 142.354 |

## Партнерски градови
- Бопард